# Hor
Hor Awibre (còn được biết đến như là Hor I) là một pharaoh Ai Cập của vương triều thứ 13, ông trị vì từ khoảng năm 1777 TCN cho tới năm 1775 TCN hoặc chỉ một vài tháng vào khoảng năm 1760 TCN hoặc năm 1732 TCN, trong thời kỳ Chuyển tiếp thứ Hai. Hor chủ yếu được biết đến nhờ vào ngôi mộ gần như hoàn toàn nguyên vẹn của ông được phát hiện vào năm 1894 và bức tượng Ka hiếm có của nhà vua được làm bằng gỗ to như người thật.

## Chứng thực

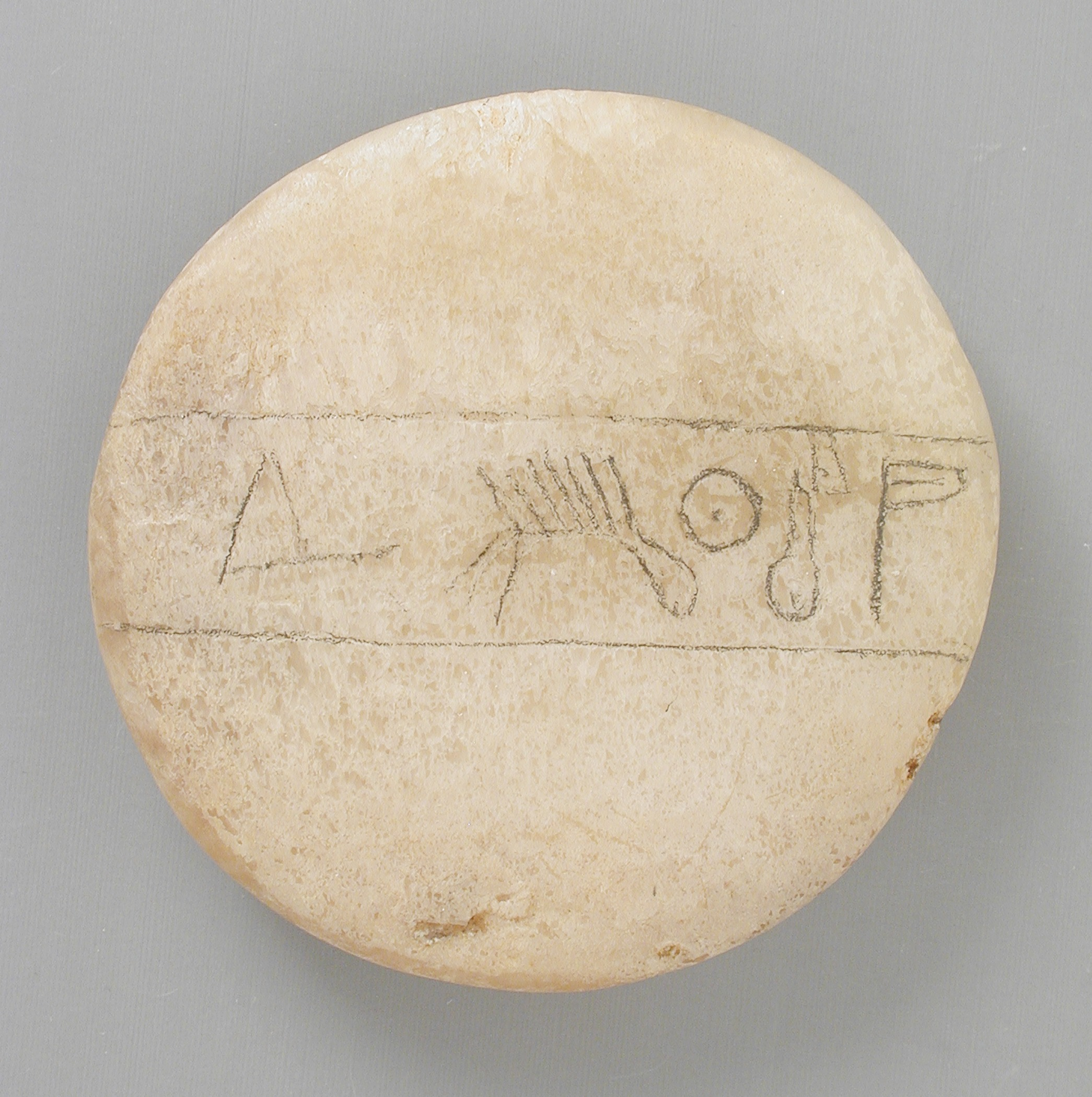
Nắp vại cùng với nomen Awibre, LACMA.

Hor Awibre được đề cập tới trong cuộn giấy cói Turin, một bản danh sách vua được biên soạn vào đầu thời đại Ramesses. Cuộn giấy này ghi lại tên của ông ở cột thứ 7, dòng thứ 17 (mục 6.17 của Gardiner ). Ngoài cuộn giấy cói Turin trên, Hor vẫn không được chứng thực cho tới khi ngôi mộ gần như nguyên vẹn của ông được Jacques de Morgan phát hiện vào năm 1894 ở Dashur.
Kể từ đó, các chứng thực khác nữa của Hor mới được đưa ra ánh sáng, gồm có một nắp vại và một tấm thẻ, ngày nay nằm tại bảo tàng Berlin, cả hai đều khắc tên của ông. Một tấm thẻ khác cùng với tên của ông đã được tìm thấy trong kim tự tháp của Amenemhat I tại Lisht. Một vài tấm thẻ bằng sứ có tên của các vị vua thuộc vương triều thứ 13 đã được tìm thấy ở đó. Quan trọng hơn, một acsitrap bằng đá granite cùng với các đồ hình nằm sát cạnh nhau của Hor và của vị vua kế vị ông là Sekhemrekhutawy Khabaw đã được phát hiện tại Tanis, ở khu vực đồng bằng châu thổ sông Nile. Acsitrap này có lẽ có nguồn gốc từ Memphis và được đem tới khu vực đồng bằng châu thổ trong thời kỳ Hyksos. Dựa vào bằng chứng này, nhà Ai Cập học Kim Ryholt đề xuất rằng Sekhemrekhutawy Khabaw là một người con trai và là đồng nhiếp chính với Hor Awibre.

## Triều đại

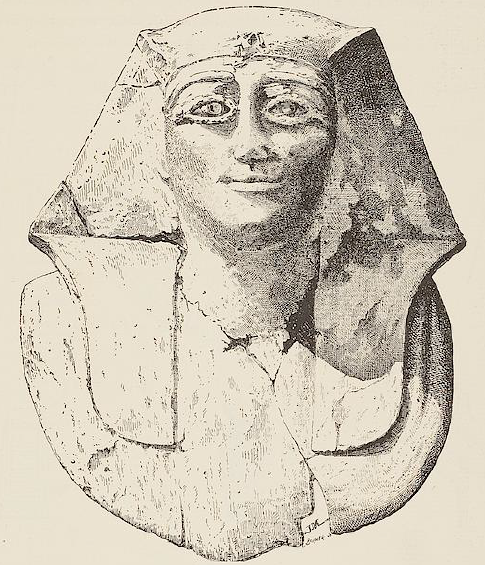
Mặt nạ tang lễ của Hor

Theo như Ryholt và Darrell Baker, Hor Awibre là vị vua thứ 15 của vương triều thứ 13. Mặt khác, Detlef Franke và Jürgen von Beckerath lại coi ông như là vị vua thứ 14 của vương triều này. Không có bằng chứng nào cho thấy mối quan hệ họ hàng giữa Hor với vị tiên vương của ông, Renseneb, điều này khiến cho Ryholt và Baker nêu ra giả thuyết cho rằng ông là một kẻ cướp ngôi.
Độ dài triều đại của Hor Awibre trong cuộn giấy cói Turin đã bị mất một phần do một vết hổng lớn gây nên và do đó không thể nhận ra được. Theo như lần đọc cuộn giấy cói Turin gần đây nhất của Ryholt, những dấu vết còn sót lại cho biết số ngày là "[... và] 7 ngày". Trong lần đọc cuộn giấy này trước đó của Alan Gardiner vào thập niên 1950, con số này được đọc là
"[...] 7 tháng". Điều này khiến cho các học giả như Miroslav Verner và Darrell Baker tin rằng Hor đã có một triều đại vô cùng ngắn ngủi, trong khi cách giải thích của Ryholt có thể cho phép một triều đại kéo dài lâu hơn và quả thực Ryholt cho rằng triều đại của Hor kéo dài trong 2 năm. Trong bất cứ trường hợp nào, Hor chắc hẳn đã trị vì chỉ trong một thời gian ngắn và đặc biệt là không đủ lâu để chuẩn bị một kim tự tháp, vốn vẫn còn được các vị vua đầu vương triều thứ 13 sử dụng cho việc mai táng. Bất chấp triều đại ngắn ngủi của mình, Hor dường như đã được kế vị bởi hai người con trai là Sekhemrekhutawy Khabaw và Djedkheperew.

## Ngôi mộ

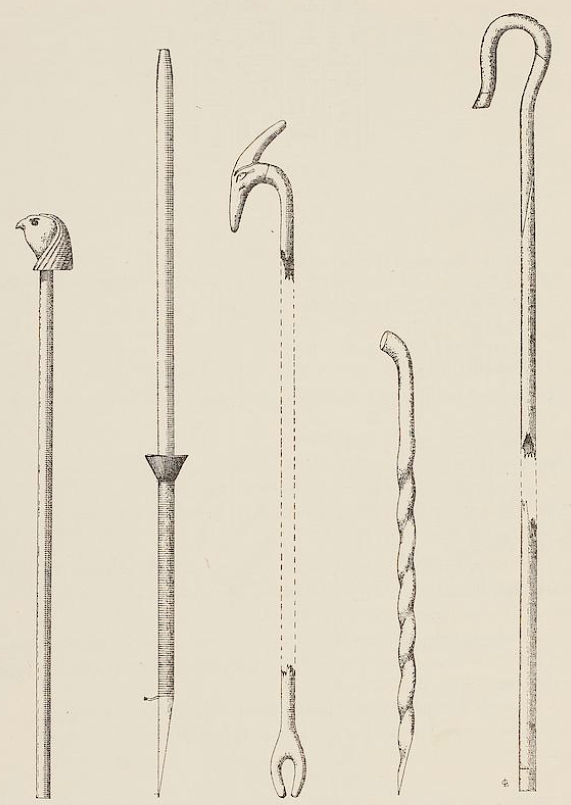
Bản vẽ các vương trượng và quyền trượng của Hor Awibre.

Hor chủ yếu được biết đến từ ngôi mộ còn gần như nguyên vẹn của ông, được Jacques de Morgan phát hiện tại Dahshur vào năm 1894 cùng với Georges Legrain và Gustave Jequier. Ngôi mộ này không lớn hơn một ngôi mộ giếng và được xây dựng ở góc phía đông bắc kim tự tháp của vị pharaon vương triều thứ 12 là Amenemhat III. Ngôi mộ này ban đầu được xây dựng cho một vị quan của Amenemhat và sau này đã được mở rộng để dành cho Hor, cùng với thêm một căn buồng chôn cất bằng đá và tiền sảnh.
Mặc dù ngôi mộ này đã bị cướp bóc từ thời cổ đại, nó vẫn còn chứa một điện thờ cùng với bức tượng Ka bằng gỗ to như người thật của nhà vua. Bức tượng này là một trong số những mẫu vật của nghệ thuật Ai Cập cổ đại thường hay được mô phỏng lại và ngày nay nó nằm tại bảo tàng Ai Cập với số thứ tự CG259. Nó là một trong số những bức tượng gỗ hoàn hảo nhất và được bảo quản tốt nhất mà còn tồn tại cho tới ngày nay, và minh chứng cho một phong cách nghệ thuật vốn đã từng phổ biến trong nghệ thuật Ai Cập, đồng thời cũng hiếm có bức tượng nào mà còn tồn tại tới ngày nay trong tình trạng tốt đến như vậy.
Trong ngôi mộ này còn có một cỗ quan tài mạ vàng đã mục nát một phần của nhà vua. Mặt nạ tang lễ bằng gỗ của nhà vua, đôi mắt của nó được làm từ đá màu đồng thiếc, mặc dù đã bị tước đoạt hết số vàng được mạ nhưng vẫn còn giữ được hộp sọ của vị vua này. Rương đựng bình canopic của Hor cũng đã được tìm thấy nguyên vẹn cùng với những chiếc bình canopic.
Xác ướp của nhà vua đã bị cướp phá để lấy các đồ trang sức và chỉ còn bộ xương của Hor nằm lại trong cỗ quan tài của ông. Nhà vua được xác định là đã qua đời ở độ tuổi khoảng 40. Những đồ tạo tác khác nằm trong ngôi mộ này bao gồm các bức tượng nhỏ, những chiếc bát bằng đá thạch cao tuyết hoa và bằng gỗ, một số đồ trang sức, hai tấm bia đá được khắc những chữ tượng hình màu xanh và một số néo, quyền trượng và vương trượng bằng gỗ, tất cả chúng được bỏ vào trong một chiếc hòm dài. Chúng đã bị bẻ gãy thành từng khúc một cách cố ý. Ngôi mộ này cũng chứa các loại vũ khí như là một đầu chùy bằng đá granite và một con dao găm dát vàng cùng nhiều đồ gốm.
Ngay sát ngôi mộ của Hor, người ta đã tìm thấy ngôi mộ hoàn toàn chưa bị đụng tới của 'Người con gái của đức vua' Nubhetepti-khered. Bà có thể là con gái của Hor hoặc là một người con gái của Amenemhat III.

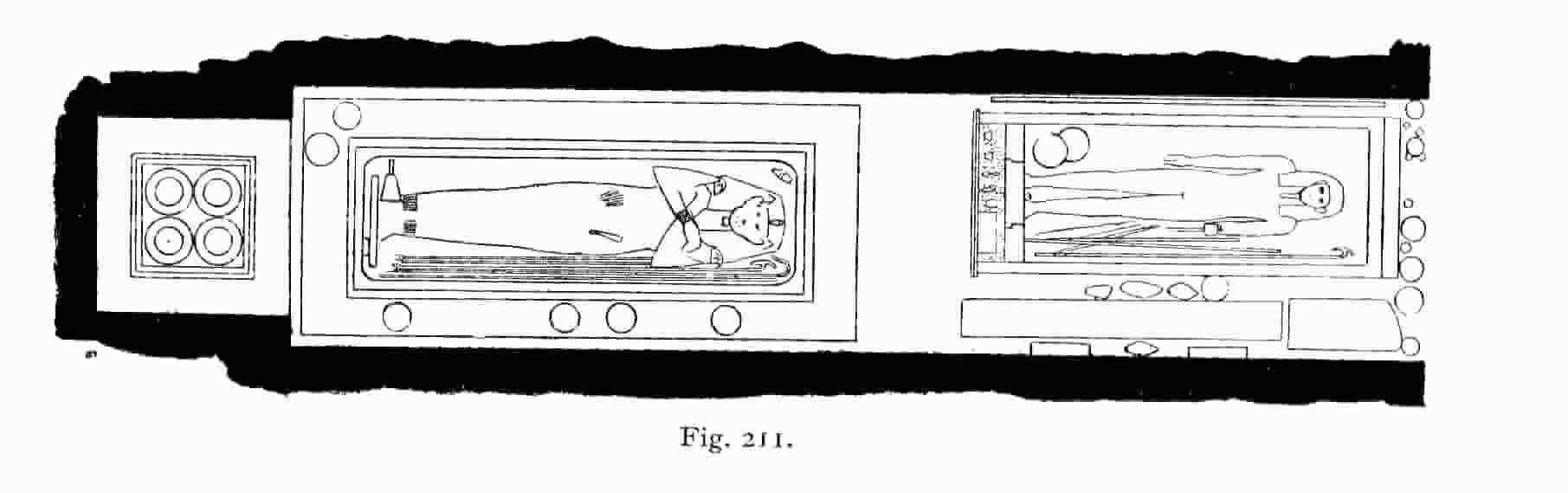
Sơ đồ ngôi mộ của Hor.